# Judith Nika Pfeifer

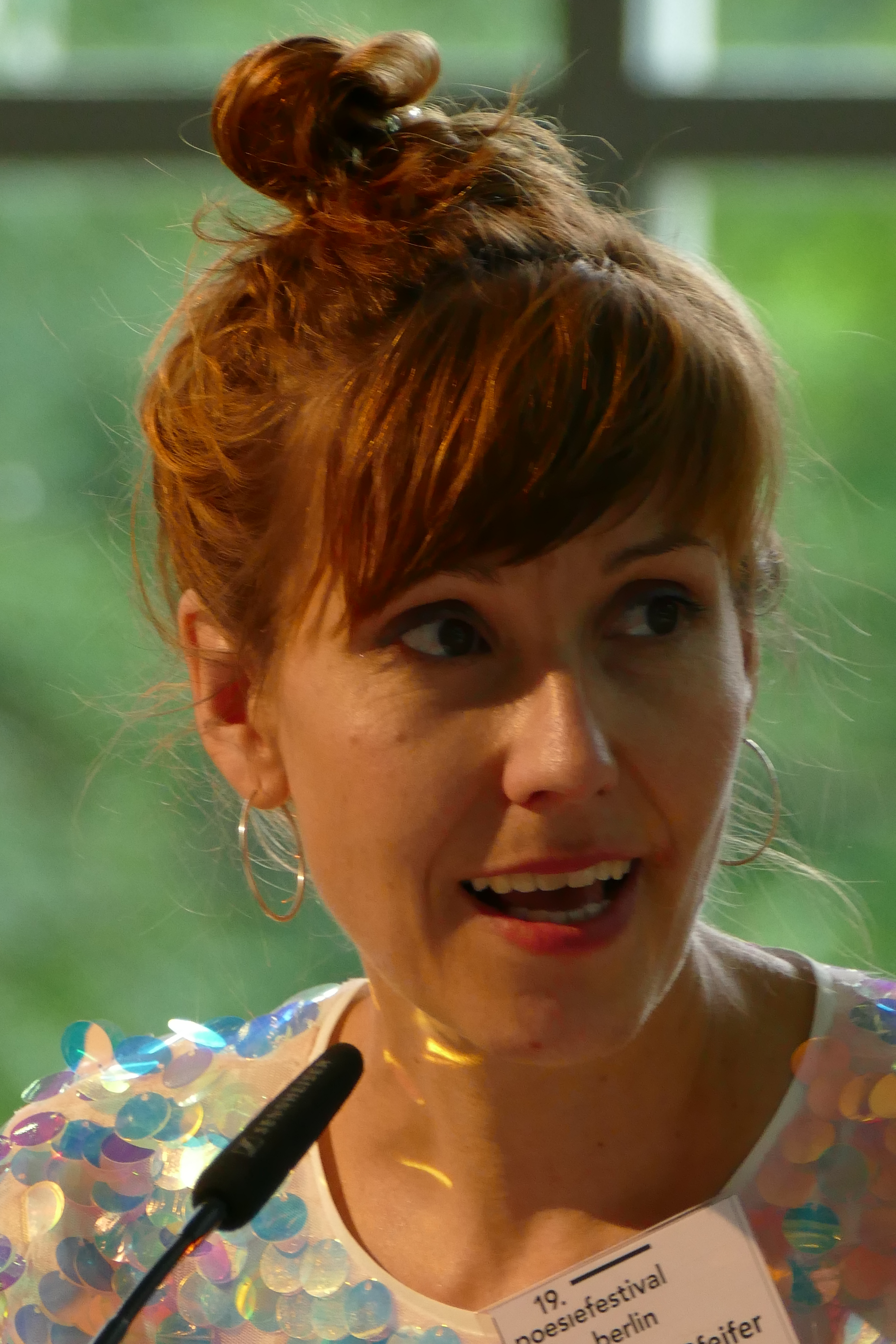
Judith Nika Pfeifer

Judith Nika Pfeifer (* 1975) ist eine österreichische Autorin, Kommunikations- und Sprachwissenschaftlerin.

## Werdegang
Judith Nika Pfeifer wuchs in Wien und Oberösterreich auf. Sie belegte ein Interdisziplinäres Doktoratsstudium der politischen Wissenschaften und der Sprachwissenschaft an der Universität Wien, das sie 2017 abschloss. 2008 beendete sie ihr Studium an der Leondinger Akademie für Literatur. Außerdem war sie Visiting Postgraduate Student an der University of Lancaster und im Jahr 2010 an der University of Edinburgh.
Sie schreibt Lyrik, Prosa und szenische Texte. Ihre Gedichte wurde ins Englische, Spanische, Französische, Slowenische, Belarussische, Niederländische, Italienische, Bosnische, Chinesische, Hindi und Malayalam übersetzt.
Pfeifer lebt und arbeitet in Wien und Berlin.

## Kunstprojekte
- 2021 What's the time? Ausstellung im fluc/Wien. Mit Arbeiten von Guadalupe Aldrete, Maria Hanl mit einem Gedicht von Friederike Mayröcker, Edith Payer und Judith Nika Pfeifer, kuratiert von Synne Genzmer.
- 2020 BABY BABY – Luftpost für Janis, Kunstradio-Produktion nominiert für das Ö1 Hörspiel des Jahres gemeinsam mit Ruth Johanna Benrath, Milena Kipfmüller und Klaus Janek
- 2019 RADIONOVELAS, Kunstradio-Produktion nominiert für das Ö1 Hörspiel des Jahres gemeinsam mit Jörg Lukas Matthaei und Michael Fischer
- 2019 DRAHTSEILAKT, Live-Audio-Visual-Poetry-Performance-Hörspiel mit Milena Kipfmüller. Eine Produktion von VORBRENNER, die experimentelle Schiene des BRUX, Freies Theater Innsbruck.
- 2013: an den rändern der sprache 1+2, Hundsturm, Wien
- 2013: LOOP im Rahmen von Unruhe der Form Wiener Festwochen
- 2009: literaturautomat, Erich-Fried-Tage, Literaturhaus Wien; Automatenliteratur, podium 2010, Salzburg 2011
- 2010: dear jenny, poems in situ @ Jenny Holzer ‘s blue purple tilt exhibition, Talbot Rice Gallery, Edinburgh.

## Publikationen
- TUCSONICS. hochroth, Wien/Berlin 2019, ISBN 978-3-903182-417.
- Violante. Czernin Verlag, 2017, ISBN 978-3-7076-0601-0, ISBN 978-3-7076-0602-7 (E-Book).[1]
- manchmal passiert minutenlang auch gar nichts – Gedichte. Berger & Söhne, Horn 2015, ISBN 978-3-85028-684-8.[2]
- zwischen. Czernin Verlag, Wien 2014, ISBN 978-3-7076-0487-0, ISBN 978-3-7076-0488-7 (E-Book).[3]
- nichts ist wichtiger. ding kleines du. Mitter, Wels 2012, ISBN 978-3-9503157-8-3.[4][5]

## Preise
- 2012: Reinhard-Priessnitz-Preis
- 2006: 2. Platz beim FM4-Protestsongcontest subversif